# كارولين أدامشيك
كارولين أدامشيك (بالبولندية: Karolina Adamczyk)‏ هي ممثلة بولندية، ولدت في 1975 في بيدغوشتش في بولندا.

## وصلات خارجية
- كارولين أدامشيك على موقع IMDb (الإنجليزية)
- كارولين أدامشيك على موقع قاعدة بيانات الفيلم (الإنجليزية)

1. ↑  CineMagia (بالرومانية), QID:Q15065727